# Fernando Antonio Noriega
Fernando Antonio Noriega Ureña (La Paz, 12 de octubre de 1954-Tequisquiapan, 20 de enero de 2020) fue un economista, docente e investigador boliviano, nacionalizado mexicano.
Doctor en Ciencias Económicas por la Universidad Autónoma Metropolitana (México), fue fundador de la Teoría de la Inexistencia del Mercado de Trabajo (TIMT). Realizó docencia en la Universidad Autónoma Metropolitana y fue miembro del Sistema Nacional de Investigadores (SNI).

## Biografía
Nacido en La Paz, Bolivia, cursó sus estudios de licenciatura en economía en la Universidad Católica Boliviana, y posteriormente adquirió su maestría en el Centro de Investigación y Docencia Económicas (CIDE) de México. En 1994 se doctoró en Ciencias económicas en la Universidad Autónoma Metropolitana (UAM).
Basó sus investigaciones en el campo de la teoría económica, particularmente en lo referente al mercado de trabajo. Fue Coordinador del Programa de Maestría y Doctorado en Ciencias Económicas de la Universidad Autónoma Metropolitana en dos ocasiones, 2005-2008 y 2013-2016.

## Obras
- Mulier Oeconomica (1ª edición). Colegio Mexiquense A.C. 2017. ISBN 978-607-8509-23-2.
- Macroeconomía divergente: Teoría de la Inexistencia del Mercado de Trabajo (1ª edición). Universidad Michoacana de San Nicolás de Hidalgo, Facultad de Economía "Vasco de Quiroga". 2011. ISBN 978-607-424-233-1.
- Economía para no economistas (1ª edición). Ciencia Nueva Editores. 2006. ISBN 970-95171-0-4.
- Macroeconomía para el desarrollo: Teoría de la Inexistencia del Mercado de Trabajo (1ª edición). McGraw Hill. 2001. ISBN 968-36-9175-7.
- Teoría del Desempleo, la Distribución y la Pobreza: Una innovación a la Teoría del Empleo (1ª edición). Ariel Económica. 1994. ISBN 968-6640-50-9.